# Margarete Adler
Pour les articles homonymes, voir Adler.
Margarete Adler, née le 13 février 1896 à Vienne et morte le 10 avril 1990, est une nageuse et plongeuse autrichienne.
Elle participe aux épreuves de natation aux Jeux olympiques de 1912 à Stockholm ; elle est médaillée de bronze du relais 4x100 mètres nage libre et est éliminée en séries du 100 mètres nage libre. Elle est aussi éliminée au premier tour de plongeon en plateforme aux Jeux olympiques de 1920 à Paris.